# Gary Russell jr.
Gary Russell, Jr. (5 juni 1988, Washington D.C.) is een Amerikaanse bokser.
Russel is in 2015 WBC featherweight kampioen geworden.